# Čistá (stacja kolejowa)
Čistá – stacja kolejowa w miejscowości Čistá, w kraju środkowoczeskim, w Czechach. Znajduje się na wysokości 500 m n.p.m.
Na stacji nie ma możliwości zakupu biletów, a obsługa podróżnych odbywa się w pociągu. 

## Linie kolejowe
- 162 Rakovník - Mladotice